# Gachenalm
Die Gachenalm ist eine Alm in der Gemeinde Kiefersfelden.
Die Almhütte der Gachenalm steht unter Denkmalschutz und ist unter der Nummer D-1-87-148-69 in die Bayerische Denkmalliste eingetragen.

## Baubeschreibung
Die Almhütte der Gachenalm ist ein erdgeschossiger Holzbau mit Flachsatteldach und einem Eckerker in Blockbauweise. Das Gebäude wurde Mitte des 19. Jahrhunderts errichtet.

## Heutige Nutzung
Die Gachenalm wird nicht mehr landwirtschaftlich genutzt und ist auch nicht bewirtet. Die kleine Almlichte rund um die Almhütte ist jedoch gepflegt.

## Lage
Die Gachenalm befindet sich westlich von Kiefersfelden auf einer Höhe von 680 m ü. NN.